# Zuiivți, Mirhorod
Zuiivți (în ucraineană Зуївці) este o comună în raionul Mirhorod, regiunea Poltava, Ucraina, formată numai din satul de reședință.

## Demografie
Componența lingvistică a comunei Zuiivți
     Ucraineană (98,09%)
     Rusă (1,84%)
     Alte limbi (0,08%)
Conform recensământului din 2001, majoritatea populației comunei Zuiivți era vorbitoare de ucraineană (98,09%), existând în minoritate și vorbitori de rusă (1,84%).